# Imagine Dragons
Imagine Dragons ist eine US-amerikanische Band aus Las Vegas, Nevada. Sie wurde im Jahre 2008 gegründet und 2012 durch die Songs It’s Time und Radioactive bekannt. Mit über 70 Millionen zertifiziert verkauften Tonträgern ist sie eine der kommerziell erfolgreichsten Gruppen des 21. Jahrhunderts.

## Geschichte

### 2008 bis 2010: Gründung und musikalische Anfänge
Im Jahr 2008 traf Lead-Sänger Dan Reynolds auf Schlagzeuger Andrew Tolman an der Brigham Young University, wo sie beide studierten. Nachdem sie begonnen hatten, gemeinsam Musik zu machen, holten sich Reynolds und Tolman Andrew Beck, Dave Lemke und Aurora Florence in die Band, um einen Gitarristen, Bassisten und Pianisten für die Gruppe zu gewinnen. Der Bandname ist ein Anagramm für einen bestimmten Satz, der nur den Bandmitgliedern bekannt ist. Reynolds gab an, dass diesem alle Mitglieder zugestimmt hätten. Das Quintett veröffentlichte noch im selben Jahr ihren ersten Titel Speak to Me. Beck und Florence stiegen später in diesem Jahr aus der Band aus.
Im Jahr 2009 trat Tolmans High-School-Freund Wayne Sermon, der am Berklee College of Music zu dem Zeitpunkt gerade einen Studiengang im Bereich des Gesangs absolviert hatte, der Band bei. Lemke verließ die Band kurz darauf und Sermon nahm seine Position in der Band ein, woraufhin dieser den Musikstudenten Ben McKee als neuen Bassisten in die Gruppe holte. In ihrer Heimatstadt Provo, bauten sie sich bereits eine kleine Band auf, bevor die Mitglieder nach Las Vegas, der Heimatstadt von Daniel Reynolds, zogen, wo die Band ihre ersten drei Songs aufnahm und veröffentlichte.

### 2010 bis 2013: Durchbruch mitNight Visions

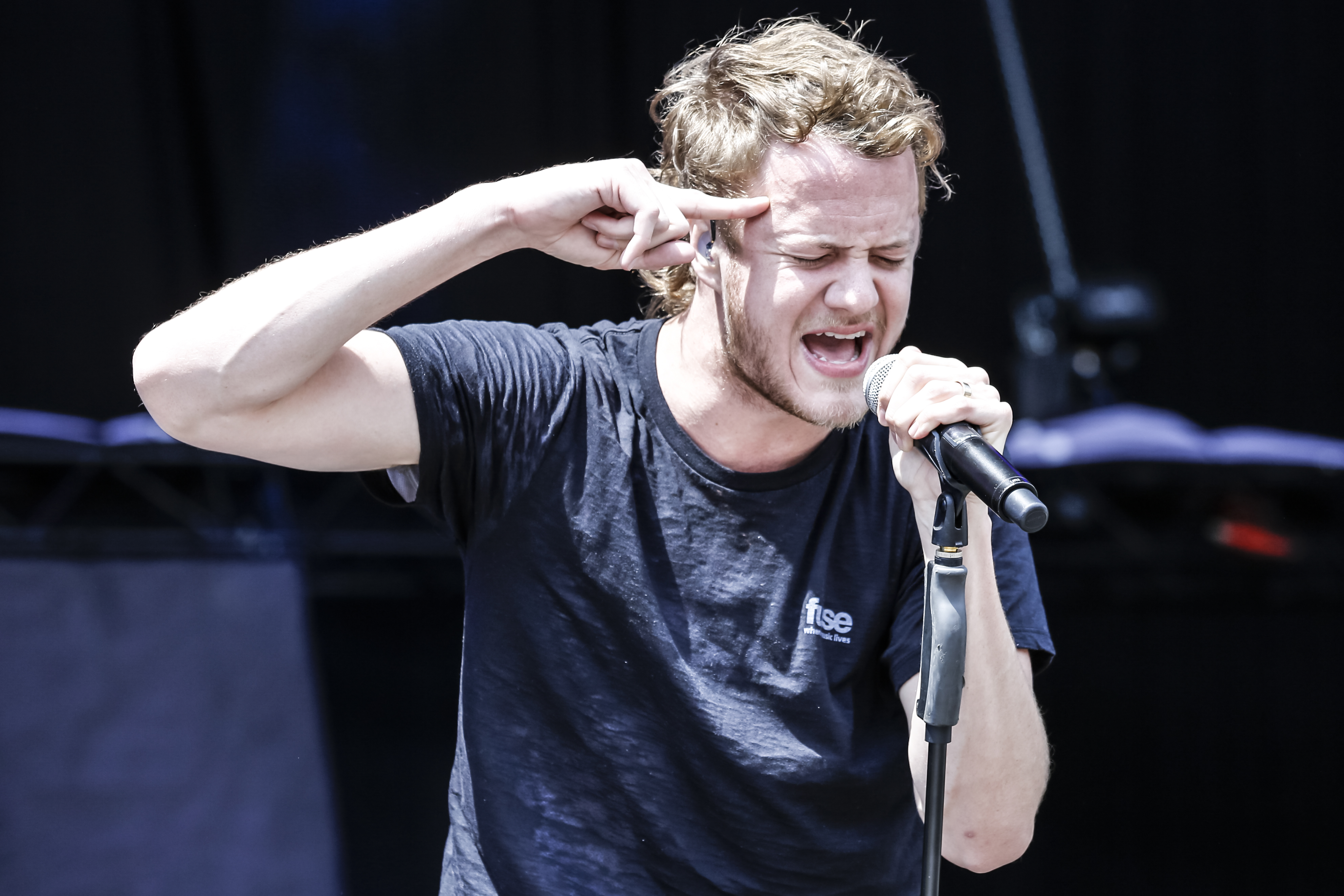
Dan Reynolds live beim Auftritt der Band beim Rock im Park 2013

Mit dem Release ihrer EP Hell and Silence 2010 erhielt die Band einen Vertrag von Interscope Records, was die Popularität der Band steigern konnte. Daraufhin nahm sie mit dem Produzenten Alex da Kid in den Westlake Recording Studios die EP Continued Silence auf, die im Jahr 2012 erschien und erstmals Eindruck in den US-Charts hinterließ.
Mit dem Song It’s Time, der Anfang 2012 veröffentlicht wurde, konnten sie erstmals größere Aufmerksamkeit auch über ihre Heimat hinaus erlangen; so erreichten sie die offiziellen Single-Charts von über 20 Ländern und verkaufte sich über 2,5 Millionen Mal. Zudem wurde das Lied für einen MTV Music Award nominiert. Zwei Monate später erschien die zweite Single-Auskopplung ihres Debüt-Albums Radioactive, die ihren weltweiten Durchbruch verfestigen konnte. Das Lied erreichte in vielen Ländern die Top-5-Platzierungen und war in Schweden ein Nummer-eins-Hit. In dem populären Video zu Radioactive ist neben Alexandra Daddario auch der US-amerikanische Schauspieler Lou Diamond Phillips in einer markanten Gastrolle als Wettbaron zu sehen. Das Video auf YouTube hat bisher über 1,4 Milliarden Aufrufe. Regie führte Syndrome.
Im Herbst 2012 folgte dann das Debütalbum der Gruppe namens Night Visions. Dieses setzte sich aus Neuproduktionen sowie aus Titeln, die von früheren EPs stammen, zusammen. Es konnte den Erfolg bestätigen und erreichte in vielen Ländern die Top 10. Die Verkäufe stiegen bis auf über 7 Millionen, wofür die Imagine Dragons mit 20 Platin-Schallplatten ausgezeichnet wurden. In den schottischen Album-Charts erreichte es die Spitze, zudem entwickelte es sich in den USA zu dem am meisten gestreamten Album des Jahres 2013.
Nach Veröffentlichung ihres Studioalbums koppelte die Band die Lieder Demons und On Top of the World aus. Beide brachten weiteren weltweiten Erfolg ein. Demons stellt ein ruhigeres Lied dar, das dem Muster einer Ballade entspricht, und erreichte in 11 Ländern Schallplattenstatus. Allein in den USA verkaufte sich die Single 5 Millionen Mal. On Top of the World konnte sich insbesondere im Airplay großer Beliebtheit erfreuen und war in etlichen Werbe- und Spielfilmen zu hören; so war er unter anderem Teil der Promoaktion für Coca-Cola und der NBA-2013/14-Übertragung, aber auch der Kinofilme Die Croods und Angry Birds – Der Film.
2013 gewannen die Imagine Dragons in der Kategorie „beste Alternative-Künstler“ den American Music Award (AMA). Radioactive wurde bei den Grammy Awards als beste Rock-Darbietung des Jahres ausgezeichnet. Am 19. September 2013 veröffentlichte die Band das Lied Monster im Zuge des Action-Rollen-Spiels Infinity Blade III, das auf der Deluxe-Version des zwei Jahre später erschienenen Albums Smoke + Mirrors erschien.

### 2014 bis 2016: Zweites StudioalbumSmoke + Mirrors

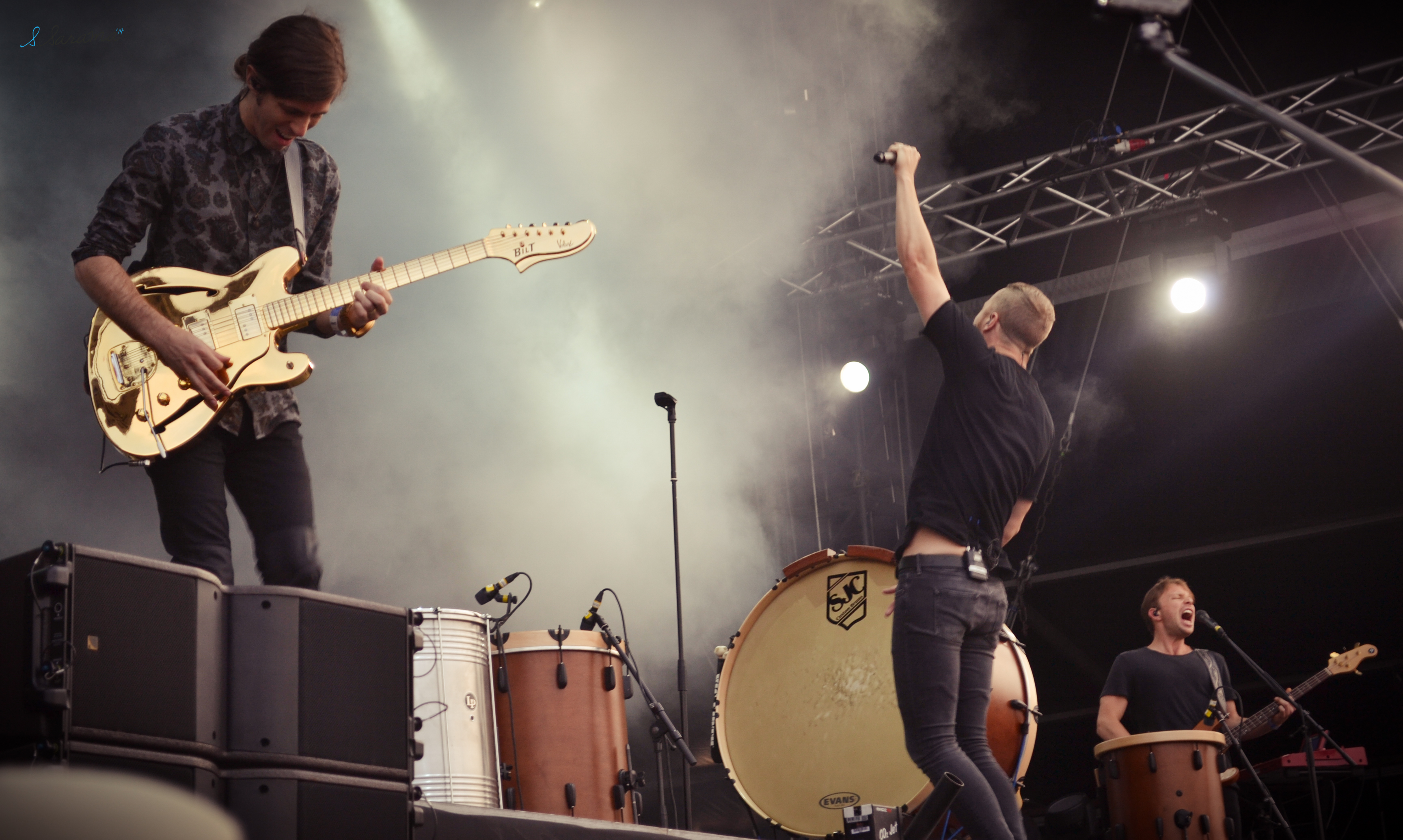
Die Imagine Dragons live beim Sziget Festival 2014

Am 2. Juni 2014 veröffentlichte Imagine Dragons mit Battle Cry das Titellied des Michael-Bay-Blockbusters Transformers: Ära des Untergangs, das auch im Soundtrack des Films melodisch thematisiert wird. Dadurch, dass sie den offiziellen Titeltrack produzierten, kamen nicht, wie in den vergangenen Teilen, Linkin Park zum Zug.
Passend zur Weltmeisterschaft des Computerspiels League of Legends veröffentlichte Imagine Dragons zusammen mit dem Entwickler des Spiels am 17. September 2014 den Song Warriors, der als Titelsong des Wettbewerbs diente und mit dem die Band selbst vor dem Finale in Seoul auftrat. Weiterhin agiert der Song als offizielle Hymne der Fußball-Weltmeisterschaft der Frauen 2015 und war im Soundtrack des Kinofilmes Die Bestimmung – Insurgent enthalten. Der Titel war wie auch Monster auf der Deluxe-Version ihres zweiten Studioalbums Smoke + Mirrors zu finden.
Im Oktober 2014 wurde das Lied I Bet My Life als Leadsingle ihres kommenden Albums veröffentlicht. Dieser thematisiert die Beziehung von Frontmann Dan Reynolds zu seinen Eltern. Sie premierten den Song beim American Music Awards, wo sie die Auszeichnung als „Favorite Alternative Artist“ erhielten. In allen relevanten Ländern rückte der Track in die offiziellen Single-Charts vor und wurde in den USA für eine Million Verkäufe mit einer Platin-Schallplatte ausgezeichnet.
Im Januar 2015 veröffentlichte die Band mit Shots die zweite Single aus dem Album. Diese präsentierten sie live bei der Grammy-Verleihung desselben Jahres. Der Titel erreichte in über 10 Ländern die offiziellen Single-Charts und entwickelte sich insbesondere in Norwegen zu einem kommerziellen Erfolg, wofür vor allem ein offizieller Remix des DJ-Duos Broiler verantwortlich war. Am 13. Februar 2015 erfolgte das Release ihres zweiten Studioalbums Smoke + Mirrors. Dieses rückte an die Spitze der britischen und US-amerikanischen Album-Charts. In beiden Ländern sowie auch in Österreich wurde das Album mit einer goldenen Schallplatte ausgezeichnet.
Im August 2015 veröffentlichten die Imagine Dragons mit Dream die letzte Single aus dem Album. Das Release erfolgte jedoch nur in den USA in Form eines Remix’ von Future-Bass-Produzenten Jorgen Odegard. Später im Jahr 2015 veröffentlichten die Imagine Dragons die beiden Non-Album-Singles Roots und I Was Me, die kommerziell nicht mit ihren vorherigen Singles mithalten konnten. Letzteres Lied agiert als Charity-Single und hebt sich von ihrem eigentlichen Stil ab. So entspricht dieses einer weitaus ruhigeren und akustischeren Gestaltung.
Am 24. Juni 2016 wurde auf der Facebook-Seite von Imagine Dragons das Lied Sucker for Pain veröffentlicht, welches sie zusammen mit Lil Wayne, Wiz Khalifa, Logic, Ty Dolla $ign und X Ambassadors aufnahmen. Das Lied ist Teil des Soundtracks des Filmes Suicide Squad und bildet die zweite Top-10-Platzierung in den deutschen Single-Charts.

### 2017: Drittes StudioalbumEvolve
Am 27. September 2016 spielte Imagine Dragons mit einem Tweet erstmals auf ihr drittes Studioalbum an. Darin war Studio zu lesen. Die Band fuhr fort, indem sie kryptische Mitteilungen auf ihrem Twitter-Account posteten. Am 28. Januar 2017 begann die Band eine Reihe von Videos hochzuladen. Diese wiesen auf die Leadsingle des Albums hin. Die Zeitraffer-Videos zeigen Sänger Dan Reynolds, der surreale Bilder auf einem Grafiktablett zeichnet. Darin waren Morse-Codes versteckt, die sich etwa mit „Objekte gleicher Farbe“ übersetzen ließen.
Am 1. Februar 2017 wurde das Lied Believer veröffentlicht. Das dazugehörige Video erschien einen Monat später am 7. März 2017. Das Lied wurde im Super-Bowl-Werbespot der Nintendo Switch gespielt.
Im April 2017 folgte die zweite Single-Auskopplung aus ihrem kommenden Studioalbum. Das Lied trägt den Titel Thunder und ist ruhiger als der Vorgänger. Der Track entwickelte sich zu einem Top-10-Hit in über 19 Ländern.

Parallel mit der Ankündigung ihres dritten Studioalbums Evolve wurde mit Whatever It Takes eine Promo-Single aus dem Studioalbum ausgekoppelt. Diese wurde mit der Bereitstellung zur Vorbestellung des Albums am 9. Mai 2017 als Download verfügbar gemacht. Die Single rückte unter anderem in Österreich und den USA schnell in die offiziellen Single-Charts. Am 15. Juni 2017 erschien Walking the Wire als zweite Promo-Single. Sie konnte heruntergeladen werden, sobald man ein Produkt aus ihrem Online-Shop bestellt.

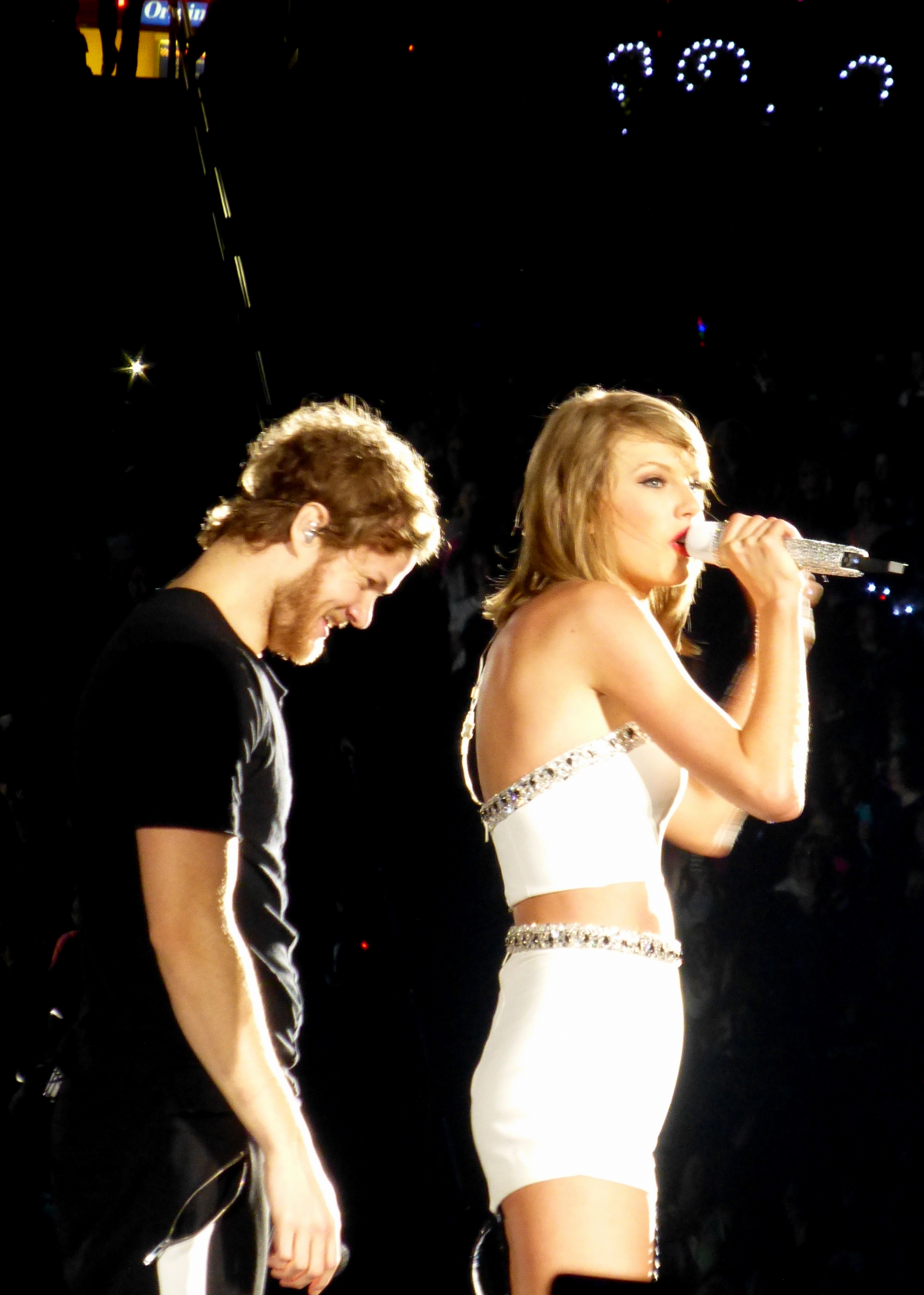
Dan Reynolds und Taylor Swift während eines Gastauftritts bei ihrer 1989-Tour

Die Veröffentlichung von Evolve erfolgte am 23. Juni 2017. Sie erreichten in über 20 Ländern die Top-10, in unter anderem Kanada, Norwegen und der Schweiz zudem Platz-eins. In Deutschland übertrafen sie den Erfolg des Vorgängers und erreichten Gold-Status. Über 1,3 Millionen verkaufte Einheiten zählt Evolve. Parallel zum Album erschien das Lied I Don’t Know Why als Promo-Single, die ihnen Platzierungen in den österreichischen, schwedischen und kanadischen Single-Charts einräumten.
Am 12. Oktober 2017 wurde Whatever It Takes als offizielle dritte Single des Albums neu veröffentlicht. In vielen europäischen Ländern konnte der Erfolg getoppt werden; so erreichten sie in unter anderem Deutschland, Österreich und der Schweiz die Top-10 der Single-Charts. Das Video zu Whatever It Takes von Matt Eastin and Aaron Hymes gewann bei den MTV Video Music Awards 2018 in der Kategorie Best Rock Video.
Am 21. Februar 2018 wurde das Lied Next to Me als vierte Single-Auskopplung aus Evolve veröffentlicht.
Mit der Veröffentlichung der Single Born To Be Yours am 15. Juni 2018 kam es zu der ersten Kooperation mit dem norwegischen DJ Kygo. Einen Monat später erschien am 16. Juli die Single Natural. Am 24. August erschien das dazugehörige Musikvideo. Der Song wurde als Hymne für die ESPN College Football Saison 2018 bestätigt.
Am 18. September 2018 zeigten Imagine Dragons auf ihren Social-Media-Seiten einen Teaser zu einem Lied, das in den nächsten Tagen präsentiert werden sollte. Am nächsten Tag wurde auf ihrem Youtube-Kanal das Lyrics-Video zu dem Lied Zero veröffentlicht, das zum Soundtrack des Films Wreck-it Ralph 2 (Original: Ralph Breaks The Internet) gehört.

### 2018 bis 2021: Viertes StudioalbumOrigins
Am 15. Juni 2018 veröffentlichten sie in Zusammenarbeit mit dem norwegischen DJ und Produzenten Kygo das Lied Born to Be Yours, das stilistisch in den Bereich des Tropical-House fiel, womit sie sich erstmals vom Alternative-Rock entfernten. Das Lied entwickelte sich in Europa zu einem kommerziellen Erfolg und erreichte unter anderem in Polen und der Schweiz Platin-Status. Am 17. Juli 2018 folgte die Single Natural, die vom US-amerikanischer Fernsehsender ESPN als Titelmusik der Übertragung des College Footballs ausgewählt wurde. Es erreichte unter anderem Top-10-Positionen in Österreich, Belgien und Tschechien. Des Weiteren rückte es bis an die Spitze verschiedener US-amerikanischer Rock- und Alternative-Charts.
Am 21. September 2018 wurde das Lied Zero veröffentlicht. Hier wurde bereits im zweiten Trailer des Musikvideos verraten, dass es Teil des Walt-Disney-Animationsfilms Ralph Breaks the Internet (Chaos im Netz) sein würde. Hierauf spielten auch das offizielle Musikvideo, welches die Bandmitglieder in verschiedenen Arcade-Spielen zeigt, sowie auch das vollständig im Internet spielende Lyric-Video an. Einen Tag nach Release traten sie mit dem Lied beim iHeartRadio Music Festival auf. Später stellten sie es unter anderem auch bei Jimmy Kimmel Live! oder der Cosmopolitan in Las Vegas vor.
Am 2. Oktober 2018 wurde das offizielle Cover sowie Merchandise ihres vierten Studioalbums geleakt und tauchte im Internet auf. Natural und Zero ergaben sich somit als erste Auskopplungen aus dem Album. Am Folgetag wurde es auch von der Band offiziell mit einer Dokumentation zum Hintergrund angekündigt. In dieser nannten sie die Gründe dafür, dass bereits nach so kurzer Zeit und mit Beendigung der „Evolve World Tour“ im September 2018 wieder ein Studioalbum veröffentlicht wird. Reynolds erzählte dazu, dass, obwohl Bands eigentlich eine kleine Pause nach einer Albumveröffentlichung und großer Tournee einlegen, sie bereits eine Menge fertig geschriebener Songs in der Warteschleife gehabt hätten, die bereit zur Produktion gewesen wären. Da sie nach der Veröffentlichung eine neue Richtung einschlagen wollten, entschieden sie sich zur Fertigstellung von Origin.
Am 31. Oktober 2018 veröffentlichten die Imagine Dragons das Lied Machine als dritte Single-Auskopplung. Nur eine Woche später erschien Bad Liar als vierte und letzte Single. Diese entwickelte sich zu einem weltweiten Erfolg und konnte in mehreren Ländern in die Top-10 vorrücken. Das offizielle Musikvideo zeigt die Tänzerin Autumn Miller, die eine Choreografie zu dem Lied absolviert. Erstmals vorgetragen wurde das Lied ebenfalls beim Cosmopolitan in Las Vegas.
Am 7. Januar 2019 traten sie in der Halbzeitpause des College Football Playoff National Championship Games auf. Dort trugen sie neben Natural, Bad Liar auch eine Remix-Version des Liedes Believer vor, die in Zusammenarbeit mit dem US-amerikanischen Rapper Lil Wayne entstand. Diese wurde am Folgetag auf verschiedenen Streamingplattformen veröffentlicht.
In Zusammenarbeit mit dem schwedischen Produzenten Avicii entstand eine Neufassung seines Instrumentalstücks Heart Upon My Sleeve, welches auf dem Studioalbum True zu finden war. Nachdem diese Version nie vollendet wurde, stellten die Imagine Dragons den Song nach Aviciis plötzlichem Tod im April 2018 für das posthume Studioalbum Tim fertig.
Gemeinsam mit der italienischen Sängerin Elisa nahm die Band das Lied Birds ihres Studioalbums Origins neu auf. Parallel zur Veröffentlichung der Deluxe Edition von Origins erschien die Neuaufnahme als fünfte und letzte Single-Auskopplung.

### 2021 bis 2022: StudioalbenMercury – Act 1undAct 2
Am 12. März 2021 erschien rund zweieinhalb Jahre nach dem Release von Origins die Doppelsingle Follow You / Cutthroat, die als erste Single-Auskopplung des aufkommenden fünften Studioalbums diente. Eine zweite Version von Follow You, genannt Follow You (Summer ’21 Version) erschien am 4. Juni. Mit Wrecked und Monday wurden am 2. Juli beziehungsweise am 3. September zwei weitere Singles aus dem Album veröffentlicht. Das Album Mercury – Act 1 erschien letztendlich am 3. September 2021, gemeinsam mit der Single Monday.
Im Oktober 2021 veröffentlichten Imagine Dragons 3 EPs aus ihrer Anfangszeit, namentlich Imagine Dragons (2009), Hell and Silence (2010) und It’s Time (2011), erneut, nun zusätzlich auch bei allen gängigen Streaming-Anbietern und auf CD. Jede der drei Wiederveröffentlichungen beinhaltet dabei zusätzlich einen bisher unveröffentlichten Bonustrack.
Im selben Monat stellte die Band außerdem mit Enemy zusammen mit JID die Titelmusik für die Fernsehserie Arcane, die im League-of-Legends-Universum spielt. Es wurden zwei Versionen des Lieds veröffentlicht, eine mit und eine ohne Beteiligung von JID. Ursprünglich war es nicht auf dem Album Mercury – Act 1 enthalten, wurde aber nachträglich als erster Titel eingesetzt.
Nachdem die Band am 11. März 2022 die Single Bones veröffentlichte, wurde der Release des sechsten Studioalbums Mercury – Act 2 für den 1. Juli 2022 angekündigt.

### Seit 2024: Sechstes StudioalbumLoomund Austritt Daniel Platzmans
Am 3. April 2024 veröffentlichte die Band die Single Eyes Closed.
Am 22. April 2024 wurde der Titel und das Datum der Veröffentlichung des Studioalbums Loom angekündigt.
Am 3. Mai 2024 wurde genau einen Monat nach Veröffentlichung des Originals in Zusammenarbeit mit J Balvin ein Remix des Liedes Eyes Closed veröffentlicht.
Am 20. Mai 2024 wurde die zweite Single des Albums Nice To Meet You angekündigt und am 24. Mai 2024 veröffentlicht.
Am 28. Juni 2024 wurde das sechste Studioalbum Loom veröffentlicht.
In Begleitung zu den Ankündigungen und Veröffentlichungen der ersten Lieder des Albums, erstellte die Band die "Four Doors", eine Website, auf welcher die Besucher nach einigen kurzen Fragen in eines von Drei Teams (Croyants, Guerriers und Rêveurs) eingeteilt wurden. Diese Teams traten in nacheinander freigeschalteten Minispielen über Wochen hinweg gegeneinander in verschiedenen Minispielen an, wodurch sie Punkte sammeln konnten. In diesem Wettbewerb gewannen schließlich die Croyants, wodurch dieses Team frühzeitig erste Ausschnitte verschiedener Lieder und die gesamte Tracklist des Studioalbums erhielt.
Nach langer Inaktivität in der Band und Unklarheit über dessen zukünftige Rolle in der Band kündigte Daniel "Platz" Platzman am 21. August 2024 seinen Rücktritt aus der Band als Schlagzeuger an.

## Stil
Die Band bezeichnet ihre Musik als „genre-los“. Dan Reynolds beschrieb in einem Interview: „Manchmal ist es definitiv Pop, manchmal sind die Songs sehr gitarrenlastig.“
Nachdem erste veröffentlichte Songs 2008 noch an Musicalmusik erinnerten, etablierte sich die Band mit ihren ersten selbstproduzierten EPs im Bereich Alternative Rock bzw. Indie-Rock. Mit den ersten Veröffentlichungen unter Interscope Records (der Continued Silence EP 2012 und dem folgenden Debütalbum) nahmen Einflüsse aus Hip-Hop, Folk und Pop hörbar zu. Jason Bracelin schrieb für das Las Vegas Review Journal, auf dem etablierten „klimaktischen Tanzflächen-Swagger“ der Band werde mit überdimensionalen Refrains und der Einführung von Hip-Hop-Beats aufgebaut. Alex da Kid, der die ersten beiden Alben produzierte, war primär als Hip-Hop-Produzent bekannt.
Mit den Alben Evolve und Origins wurde es in der Musikpresse üblicher, Imagine Dragons nicht mehr als Alternative Rock zu bezeichnen, sondern von Pop, wie auch Elektro-Pop, oder Pop-Rock zu sprechen. Einerseits wurde die Musik der Band zunehmend für ihre sich wiederholenden Texte, die „aufgeblasene“ Arena-Rock-Produktion, die Überbetonung von Halleffekten, das Festhalten an Formeln und das Genre-Hopping kritisiert, andererseits für ihren genreübergreifenden Stil gelobt. So wurde hervorgehoben, dass sie den Arena-Rock in den 2010er Jahren populär gehalten haben, während Gitarren und Bands im Mainstream-Musikbereich immer mehr an Bedeutung verloren.

## Tyler Robinson Foundation und gemeinnützige Tätigkeiten
Im Jahr 2013 gründete Imagine Dragons mit Tyler Robinsons Familie die Wohltätigkeitsorganisation The Tyler Robinson Foundation, um jungen Menschen im Kampf gegen Krebs zu helfen. 2014 fand dann die erste Tyler Robinson Foundation Gala in Las Vegas statt. Die Band spielte außerdem für „Playing It Forward“ (S1 E2), um 100.000 US-Dollar für schulische Musikprogramme zu sammeln. 2013 wählte die Band mit mtvU vier Fulbright-mtvU Mitgliedschaft-Empfänger aus. Im selben Jahr veranstalteten Imagine Dragons mit Do the Write Thing: National Campaign to Stop Violence ein Benefizkonzert. Am 5. Februar 2014 spielten die Imagine Dragons außerdem auf dem „Bringing Human Rights Home“-Konzert von Amnesty International in Brooklyn. 2015 veröffentlichten die Imagine Dragons das Lied I Was Me im Zuge des „One4 project“s, dessen gesamte Einnahmen der Organisation UN Refugee Agency, die Flüchtlinge aus dem mittleren Osten unterstützt, zugutekam. Eine Coverversion des Liedes I Love You All the Time erschien zugunsten der Opfer der Terroranschläge am 13. November 2015 in Paris.

## Diskografie
Studioalben

| Jahr | Titel Musiklabel                                                                               | Höchstplatzierung, Gesamtwochen, AuszeichnungChartplatzierungen (Jahr, Titel, Musiklabel, Platzierungen, Wochen, Auszeichnungen, Anmerkungen) | Höchstplatzierung, Gesamtwochen, AuszeichnungChartplatzierungen (Jahr, Titel, Musiklabel, Platzierungen, Wochen, Auszeichnungen, Anmerkungen) | Höchstplatzierung, Gesamtwochen, AuszeichnungChartplatzierungen (Jahr, Titel, Musiklabel, Platzierungen, Wochen, Auszeichnungen, Anmerkungen) | Höchstplatzierung, Gesamtwochen, AuszeichnungChartplatzierungen (Jahr, Titel, Musiklabel, Platzierungen, Wochen, Auszeichnungen, Anmerkungen) | Höchstplatzierung, Gesamtwochen, AuszeichnungChartplatzierungen (Jahr, Titel, Musiklabel, Platzierungen, Wochen, Auszeichnungen, Anmerkungen) | Höchstplatzierung, Gesamtwochen, AuszeichnungChartplatzierungen (Jahr, Titel, Musiklabel, Platzierungen, Wochen, Auszeichnungen, Anmerkungen) | Anmerkungen                                                    | [↑]: gemeinsam behandelt mit vorhergehendem Eintrag; [←]: in beiden Charts platziert |
| Jahr | Titel Musiklabel                                                                               | DE | AT | CH | UK | US | Rock | Anmerkungen                                                    |                                                                                      |
| ---- | ---------------------------------------------------------------------------------------------- | --- | --- | --- | --- | --- | --- | -------------------------------------------------------------- | ------------------------------------------------------------------------------------ |
| 2012 | Night Visions Kidinakorner • Interscope Records (UMG)                                          | DE6 ×3Dreifachgold · (… Wo.)DE | AT8 ×2Doppelplatin · (84 Wo.)AT | CH9 Platin · (151 Wo.)CH | UK2 ×2Doppelplatin · (126 Wo.)UK | US2 ×8Achtfachplatin · (414 Wo.)US | Rock1 (383 Wo.)Rock | Erstveröffentlichung: 4. September 2012 Verkäufe: + 10.868.000 |                                                                                      |
| 2015 | Smoke + Mirrors Kidinakorner • Interscope Records (UMG)                                        | DE3 Gold · (17 Wo.)DE | AT5 Gold · (7 Wo.)AT | CH3 (20 Wo.)CH | UK1 Platin · (38 Wo.)UK | US1 ×2Doppelplatin · (117 Wo.)US | Rock1 (134 Wo.)Rock | Erstveröffentlichung: 13. Februar 2015 Verkäufe: + 2.732.500   |                                                                                      |
| 2017 | Evolve Kidinakorner • Interscope Records (UMG)                                                 | DE3 Platin · (… Wo.)DE | AT2 Platin · (94 Wo.)AT | CH1 Gold · (… Wo.)CH | UK3 Platin · (73 Wo.)UK | US2 ×4Vierfachplatin · (316 Wo.)US | Rock1 (262 Wo.)Rock | Erstveröffentlichung: 23. Juni 2017 Verkäufe: + 6.027.500      |                                                                                      |
| 2018 | Origins Kidinakorner • Interscope Records (UMG)                                                | DE6 Gold · (44 Wo.)DE | AT2 Platin · (37 Wo.)AT | CH2 ×4Vierfachplatin · (68 Wo.)CH | UK9 Gold · (15 Wo.)UK | US2 Platin · (53 Wo.)US | Rock1 (64 Wo.)Rock | Erstveröffentlichung: 9. November 2018 Verkäufe: + 1.727.000   |                                                                                      |
| 2021 | Mercury – Act 1 Kidinakorner • Interscope Records (UMG)                                        | DE5 (8 Wo.)DE | AT5 (14 Wo.)AT | CH4 (43 Wo.)CH | UK7 Silber · (4 Wo.)UK | US9 Platin · (81 Wo.)US | Rock2 (66 Wo.)Rock | Erstveröffentlichung: 3. September 2021 Verkäufe: + 2.075.000  |                                                                                      |
| 2022 | Mercury – Act 2 auch bekannt als: Mercury – Acts 1 & 2 Kidinakorner • Interscope Records (UMG) | DE6 (11 Wo.)DE | AT3 (12 Wo.)AT | CH1 (… Wo.)CH[UK: ↑][US: ↑][Rock: ↑] | UK7 Silber · (4 Wo.)UK | US9 Platin · (81 Wo.)US | Rock2 (66 Wo.)Rock | Erstveröffentlichung: 1. Juli 2022                             |                                                                                      |
| 2024 | Loom Kidinakorner • Interscope Records (UMG)                                                   | DE2 (4 Wo.)DE | AT3 (5 Wo.)AT | CH1 (… Wo.)CH | UK5 (2 Wo.)UK | US22 (2 Wo.)US | Rock5 (2 Wo.)Rock | Erstveröffentlichung: 28. Juni 2024 Verkäufe: + 60.000         |                                                                                      |